# Tyloperla sinensis
Tyloperla sinensis és una espècie d'insecte plecòpter pertanyent a la família dels pèrlids.